# Felix Ehrlich (Biochemiker)
Felix Ehrlich (* 16. Juni 1877 in Harriehausen, heute Bad Gandersheim; † 23. Januar 1942 in Obernigk bei Breslau) war ein deutscher Biochemiker.

## Leben und Werk
Felix Ehrlich studierte in Berlin und München. Nach der Promotion 1900 arbeitete er am Institut für Zuckerindustrie in Berlin. 1906 habilitierte er sich in Chemie. Ab 1909 wirkte er als Professor in Breslau, später auch als Direktor des Instituts für Biotechnologie und Landwirtschaft.
Ehrlich entdeckte die Aminosäure Isoleucin im Hämoglobin (1903), entwickelte ein Verfahren zur Spaltung racemischer Aminosäuren (1906), beschrieb die Entstehung der Fuselöle durch Aminosäuregärung während der alkoholischen Gärung (1905) und arbeitete über den Aufbau und die Struktur der Pektine.
Felix Ehrlich starb 1942 im Alter von 64 Jahren in Obernigk bei Breslau. Beigesetzt wurde er auf dem Friedhof III der Jerusalems- und Neuen Kirche in Berlin-Kreuzberg. Das Grab ist erhalten. Eine kleine Tafel am Fuße eines mehrfach gesockelten Obelisken dient als Grabmarkierung.

## Ehrungen
- 1931 Emil-Fischer-Medaille
- 1932 Mitglied der Leopoldina